# Я бачив світло телевізора
«Я бачив світло телевізора» (іноді «Я бачив мерехтіння екрану» англ. I Saw the TV Glow) — американська драма, психологічний фільм жахів 2024 року, написаний та знятий Джейн Шенбрун . Головні ролі виконали Джастіс Сміт і Джек Хейвен. Вони грають двох старшокласників, зв'язок яких із улюбленим телевізійним шоу спонукає їх поставити під сумнів свою реальність і особистість. Список акторів другого плану включає Хелену Ховард, Ліндсі Джордан, Коннера О'Меллі, Емму Портнер, Ієна Формана, Фреда Дерста та Даніель Дедвайлер .
Актриса Емма Стоун і її чоловік, комік Дейв Маккері, є одними з продюсерів фільму. Прем'єра фільму відбулася на кінофестивалі Sundance 18 січня 2024 року. 3 травня A24 випустила його в обмежений театральний прокат у Сполучених Штатах, а 17 травня — по всій країні а також у Канаді.
Фільм є другим у «Екранній трилогії» Шенбурн (першим є фільм «Ми всі їдемо на Всесвітню виставку» 2021 року, а третім — майбутній роман під назвою Public Access Afterworld) .

## Сюжет
У 1996 році замкнені підлітки Оуен і Медді зближуються через молодіжне телешоу The Pink Opaque, яке розповідає про підлітків Ізабель і Тару, які використовують свої екстрасенсорні здібності щоб боротися з суперлиходієм містером Меланхолією, який має силу спотворювати час і реальність. Оскільки шоу виходить в ефір дуже пізно, і батьки не дозволяють Оуену дивитись телевізор о такій годині, він часто пробирається до Медді, щоб подивитися програму разом з нею, а вона записує на відеокасети випуски коли він не може прийти. Медді відчуває глибокий зв'язок із шоу, стверджуючи, що воно здається їй більш реальним, ніж реальне життя.
Два роки потому, під час перегляду The Pink Opaque з Оуеном Медді раптово починає ридати. Пізніше вона пояснює, що вирішила втекти з дому через свого жорстокого вітчима. Вона благає Оуена приєднатися до неї, але в останню хвилину він відчуває, що не може зробити це, і залишається. Пізніше того ж місяця мати Оуена Бренда помирає від раку, Медді зникає безвісти, а The Pink Opaque, після п'яти сезонів, припиняється.
У 2006 році Оуен все ще живе зі своїм батьком Френком і працює в місцевому кінотеатрі. Одного вечора Медді раптово повертається і веде Оуена в бар, де їм «безпечно» розмовляти. Вона запитує, що він пам'ятає про The Pink Opaque, і стверджує, що останні вісім років провела всередині шоу. За її проханням Оуен переглядає останній епізод, у якому містер Меланхолія живцем ховає Ізабель і Тару, перш ніж ув'язнити їх у кишеньковому всесвіті, відомому як «Опівнічна зона». Після закінчення епізоду Оуен переживає нервовий зрив і намагається розбити собі голову об екран телевізора, але Френк відтягує його.
Наступної ночі Медді пояснює Оуену, що після втечі вона продовжувала почуватися незадоволеною, тому заплатила людині, щоб той поховав її живцем; задихнувшись, вона прокинулася в The Pink Opaque як Тара. Вона пояснює, що вони перебувають у Опівнічній зоні, і що насправді вони — Тара та Ізабель; їхні спогади про реальне життя проявились як епізоди телешоу. Тоді Медді закликає Оуена дозволити їй поховати його живцем, щоб вони могли повернутися до своєї реальності. Вона веде його на футбольне поле, щоб поховати, але він відштовхує її і мчить додому. Він більше ніколи її не побачить, але її слова переслідують його.
У 2010 році батько Оуена помирає від інсульту, а кінотеатр, в якому він працює, припиняє роботу; бос переводить його до розважального центру. Одного вечора він переглядає The Pink Opaque на потоковому сервісі, але шоу виявляється більш безглуздим і дитячим, ніж у спогадах. Протягом наступних кількох років депресія та астма Оуена загострюються.
У 2026 році обслуговуючи святкування дня народження, Оуен раптово починає кричати, що він помирає, і благати про допомогу, але ніхто не реагує. Він замикається у ванній кімнаті й розрізає собі груди канцелярським ножем, усміхаючись, коли бачить всередині екрані телевізора, на якому йде The Pink Opaque. Він повертається до роботи і вибачається перед відвідувачами вечірки за свій спалах.

## В ролях
- Джастіс Сміт — Оуен
  - Ян Форман — Оуен в дитинстві
- Джек Гейвен — Медді
- Хелена Ховард — Ізабель
- Ліндсі Джордан — Тара
- Даніель Дедвайлер — Бренда
- Фред Дерст — Френк
- Коннер О'Меллі — Дейв
- Емма Портнер — містер Меланхолія/Марко/Аманда/Злий клоун
- Медалін Райлі — Поло
- Ембер Бенсон — мама Джонні Лінка

Фібі Бріджерс, Хейлі Дал та їхня група Sloppy Jane, а також Крістіна Есфандіарі та її група King Woman грають самих себе.

## Виробництво

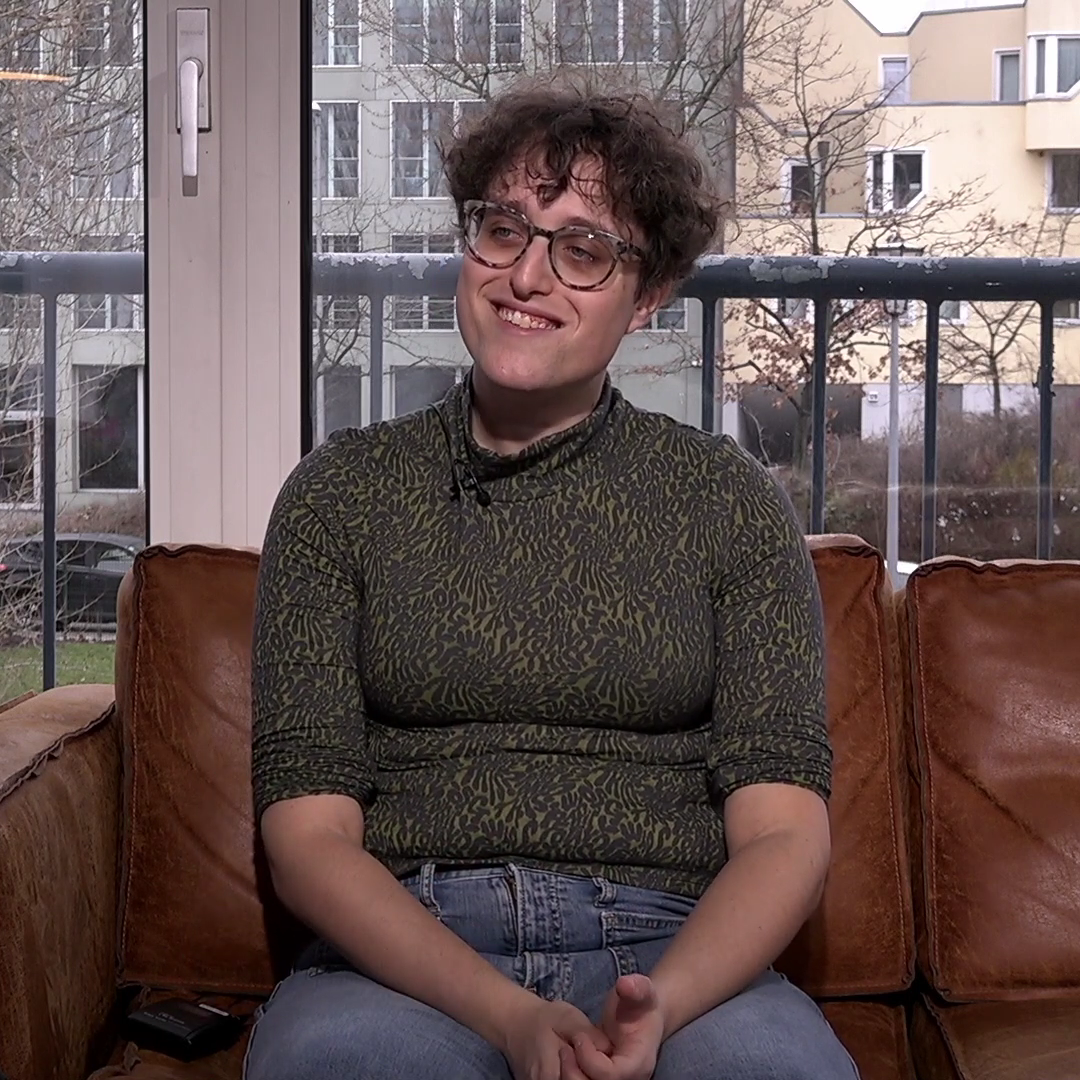
Сценарист і режисер Джейн Шенбрун у 2024 році

Шенбрун почали працювати над сценарієм для I Saw the TV Glow через три місяці після того, як вони почали проходити замісну гормональну терапію, на тлі загального стану шоку, спричиненого трансгендераним камінг-аутом і необхідністю повністю перебудувати своє життя, простившись з усім що збудовано в попередні десятиліття. Висвітлюючи тему трансгендерності, Шенбрун навмисно уникав прямих згадок про гендерний перехід, натомість вирішивши написати історію як алегорію, щоб відрізнити її від інших фільмів на цю тему.
У 2021 році сценарій привернув увагу Емми Стоун та її чоловіка Дейва Маккері, які, за словами Шенбрун, «миттєво закохалися в сценарій». Сценарій був розкуплений шістьма потенційними партнерами по виробництву. У жовтні 2021 року було оголошено про виробництво фільму студією A24 з Шенбрун як режисером, а компанія Стоун і МакКері Fruit Tree продюсувала його. У серпні 2022 року було оголошено про участь у зйомках акторів і акторок Джастіса Сміта, Джека Хейвена, Гелени Ховард, Даніеля Дедвайлер, Ембер Бенсон, Ієна Формана, Коннер О'Меллі, Емми Портнер, Денні Тамбереллі, Фібі Бріджерс, Ліндсі Джордан, Фреда Дерста, Гейлі Дал, і Крістіни Есфандіарі.
Основні зйомки проходили в Нью-Джерсі, в середній школі Верони, середній школі Кедар-Гроув і парку розваг Кінсбург з липня по серпень 2022 року.

## Теми
I Saw the TV Glow часто розглядають як алегорію трансгендерності. Шенбрун, описуючи фільм, говорять про «розбивання яйця», термін для моменту в житті транслюдей, коли вони усвідомлюють, що їх особистість не відповідає їхній приписаній статі, і сказав, що вибір Оуена не поховати себе заживо з Медді та остаточна екзистенційна криза ілюструє їхні особисті страхи потенційно прожити своє життя без переходу.
I Saw the TV Glow створено під сильним впливом «Баффі, винищувачки вампірів» (1997—2003). Серіал The Pink Opaque, показаний у фільмі, містить багато паралелей з цим шоу, як-от сильні жіночі головні ролі, використання прийома «монстр тижня» і міфологічні елементи в сюжеті. Ім'я героїні серіалу Тари є також відсилає до Тари Маклай, персонажки-лесбійки з «Баффі» , яка була важливою для Шенбрун у підлітковому віці. Іншим джерелом The Pink Opaque був підлітковий серіал «Пригоди Піта та Піта» (1991—1996). Маронна та Тамбереллі, виконавці головних ролей у «Піті і Піті», грають епізодичні ролі у фільмі. За словами Шенбрун ці камео — це не просто великодні яйця, вони додані щоб краще розкрити ідеї фільму.
Сама назва шоу відсилає до однойменного альбому 1985 року групи Cocteau Twins.

## Саундтрек
Оригінальна музика до фільму була написана Alex G. Саундтрек фільму включає пісні від Каролайн Полачек, Слоппі Джейн, Фібі Бріджерс, Кристини Есфандіарі, групи Florist, yeule, Drab Majesty, Snail Mail та інших. Саундтрек був випущений 10 травня 2024 року, а через тиждень була випущена музика до фільму від Alex G.

## Нагороди і номінації
| Нагорода                            | Дата церемонії    | Категорія                                                | Отримувачі                                                          | Результат    | Посилання     |
| ----------------------------------- | ----------------- | -------------------------------------------------------- | ------------------------------------------------------------------- | ------------ | ------------- |
| Astra Midseason Movie Awards        | 3 липня 2024      | Кращий фільм                                             | I Saw the TV Glow                                                   | Номінація    | [ 25 ] [ 26 ] |
| Astra Midseason Movie Awards        | 3 липня 2024      | Найкращий актор                                          | Джастіс Сміт                                                        | Номінація    | [ 25 ] [ 26 ] |
| Astra Midseason Movie Awards        | 3 липня 2024      | Найкращий актор другого плану                            | Джек Гейвен                                                         | Номінація    | [ 25 ] [ 26 ] |
| Astra Midseason Movie Awards        | 3 липня 2024      | Найкращий сценарій                                       | Джейн Шенбрун                                                       | Номінація    | [ 25 ] [ 26 ] |
| Astra Midseason Movie Awards        | 3 липня 2024      | Кращий інді-фільм                                        | I Saw the TV Glow                                                   | Номінація    | [ 25 ] [ 26 ] |
| Champs-Élysées Film Festival        | 26 червня 2024    | Вибір глядачів: найкращий американський незалежний фільм | I Saw the TV Glow                                                   | Перемога     | [ 27 ]        |
| Fangoria Chainsaw Awards            | Жовтень 2024      | Найкращий фільм обмеженого прокату                       | I Saw the TV Glow                                                   | Перемога     | [ 28 ]        |
| Fangoria Chainsaw Awards            | Жовтень 2024      | Найкраща роль другого плану                              | Джек Гейвен                                                         | Номінація    | [ 28 ]        |
| Fangoria Chainsaw Awards            | Жовтень 2024      | Найкраща операторська робота                             | Ерік К. Ю                                                           | Номінація    | [ 28 ]        |
| Fangoria Chainsaw Awards            | Жовтень 2024      | Найкраща музика до фільму                                | Alex G                                                              | Номінація    | [ 28 ]        |
| Gotham Awards                       | 2 грудня 2024     | Найкращий режисер                                        | Джейн Шенбрун                                                       | Номінація    | [ 29 ]        |
| Gotham Awards                       | 2 грудня 2024     | Найкраща роль першого плану                              | Джастіс Сміт                                                        | Номінація    | [ 29 ]        |
| Gotham Awards                       | 2 грудня 2024     | Найкраща роль другого плану                              | Jack Haven                                                          | Номінація    | [ 29 ]        |
| Chicago Film Critics Association    | December 12, 2024 | Найкращий фільм                                          | I Saw the TV Glow                                                   | Номінація    | [ 30 ]        |
| Chicago Film Critics Association    | December 12, 2024 | Найкращий режисер                                        | Джейн Шенбрун                                                       | Номінація    | [ 30 ]        |
| Chicago Film Critics Association    | December 12, 2024 | Найбільш багатообіцяючий актор                           | Джек Гейвен                                                         | Номінація    | [ 30 ]        |
| Florida Film Critics Circle         | 20 грудня 2024    | Найкращий оригінальний сценарій                          | Джейн Шенбрун                                                       | Перемога     | [ 31 ]        |
| Florida Film Critics Circle         | 20 грудня 2024    | Проривна гра                                             | Джек Гейвен                                                         | Номінація    | [ 31 ]        |
| Black Reel Awards                   | 10 лютого 2025    | Видатне незалежне кіно                                   | Джейн Шенбрун                                                       | В очікуванні | [ 32 ]        |
| Independent Spirit Awards           | 22 лютого 2025    | Best Feature                                             | Ali Herting, Sam Intili, Dave McCary, Emma Stone and Sarah Winshall | В очікуванні | [ 33 ] [ 34 ] |
| Independent Spirit Awards           | 22 лютого 2025    | Найкращий режисер                                        | Джейн Шенбрун                                                       | В очікуванні | [ 33 ] [ 34 ] |
| Independent Spirit Awards           | 22 лютого 2025    | Найкращий сценарій                                       | Джейн Шенбрун                                                       | В очікуванні | [ 33 ] [ 34 ] |
| Independent Spirit Awards           | 22 лютого 2025    | Найкраща роль першого плану                              | Джастіс Сміт                                                        | В очікуванні | [ 33 ] [ 34 ] |
| Independent Spirit Awards           | 22 лютого 2025    | Найкраща роль другого плану                              | Джек Гейвен                                                         | В очікуванні | [ 33 ] [ 34 ] |
| Seattle International Film Festival | 19 травня 2024    | Найкраще ігрове кіно                                     | I Saw the TV Glow                                                   | Перемога     | [ 35 ]        |
| Seattle Film Critics Society        | 16 грудня 2024    | Найкращий фільм                                          | I Saw the TV Glow                                                   | В очікуванні | [ 36 ]        |
| St. Louis Film Critics Association  | 15 грудня 2024    | Найкращий горор                                          | I Saw the TV Glow                                                   | В очікуванні | [ 37 ]        |
| St. Louis Film Critics Association  | 15 грудня 2024    | Найкращий саундтрек                                      | I Saw the TV Glow                                                   | В очікуванні | [ 37 ]        |